# Oreometra ras
Oreometra ras är en fjärilsart som beskrevs av Claude Herbulot 1983. Oreometra ras ingår i släktet Oreometra och familjen mätare. Inga underarter finns listade i Catalogue of Life.